# Ang Duong
Ang Duong (in khmer ព្រះបាទ អង្គ ឌួង; 12 giugno 1796 – Oudong, 19 ottobre 1860) è stato un re cambogiano.
Salì al trono nel 1841 con l'aiuto dei siamesi e regnò fino alla morte, avvenuta nell'ottobre del 1860. Il suo titolo ufficiale fu Preah Raja Samdach Preah Hariraksha Rama Suriya Maha Isvara Adipati. Era figlio di re Ang Eng e padre, tra gli altri, dei futuri re Norodom e Sisowath. Visse in un periodo in cui i conflitti tra i potenti vicini vietnamiti e siamesi per la supremazia sulla Cambogia furono particolarmente intensi.
La sua figura è stata giudicata positivamente da alcuni storici cambogiani del XX secolo, che gli attribuirono gli sforzi di ridare vigore allo Stato nel periodo in cui Vietnam e Siam furono alle prese con problemi interni, sforzi frustrati dall'estrema povertà del Paese e da dissensi tra le fazioni formatesi a corte.

## Biografia
Come membro della casa reale khmer, crebbe a Bangkok dove fu ostaggio dei siamesi in un periodo in cui furono particolarmente cruenti gli scontri tra il Siam e il Vietnam per la supremazia sulla Cambogia. Dopo la vittoria nella guerra siamese-vietnamita (1831-1834), i vietnamiti installarono sul trono di Oudong la regina Ang Mey, zia di Ang Duong. Nel 1841 scoppiò una rivolta contro i vietnamiti e i khmer chiamarono in soccorso i siamesi. Quello stesso anno le truppe di re Rama III occuparono buona parte del Paese e installarono sul trono cambogiano Ang Duong. I vietnamiti furono costretti a ritirarsi sulle zone di confine di An Giang e deportarono nella capitale Huế la regina Ang Mey e altri membri della famiglia reale. Fu così che ebbe inizio la nuova guerra siamese-vietnamita.
I siamesi approfittarono del momento a loro favorevole e nel 1842 invasero il sud del Vietnam. Alla spedizione guidata dal generale Chao Phraya Bodindecha prese parte lo stesso Ang Duong con un contingente khmer. I rinforzi giunti sul delta del Mekong dalla capitale permisero ai vietnamiti di respingere l'offensiva siamese. Il periodo successivo fu caratterizzato da tregue e riprese delle ostilità fino alla controffensiva dei vietnamiti, che invasero la Cambogia costringendo i siamesi sulla difensiva. Gli scontri ebbero fine nel 1846 con un trattato di pace; Ang Duong fu lasciato sul trono impegnandosi a versare tributi sia al Siam che al Vietnam, e nel 1848 fu finalmente incoronato re a Oudong.
Durante il suo regno chiese assistenza ai britannici di Singapore per estirpare il fenomeno della pirateria lungo le coste del Paese. Per liberarsi dal dominio siamese e vietnamita prese in esame la possibilità di chiedere assistenza ai francesi, presenti nella regione con interessi commerciali e missioni cattoliche nella vicina Cocincina ed interessati ad assumere il controllo del delta del Mekong. I negoziati che seguirono giunsero a un punto morto nel 1853 ma negli anni successivi i francesi continuarono a tenere i contatti con il governo di Oudong. Negli ultimi anni di regno dovette affrontare le dispute sorte tra i propri figli e le rivolte di cham e malesi stanziati nel sud-est del Paese.
Ang Duong morì nel 1860 e il trono passò al figlio Norodom, che nel 1863 firmò il trattato con cui assegnò ai francesi il protettorato sul Paese.